# Mac OS Roman
Mac OS Roman 字元集主要用於編碼Classic Mac OS 上的文字。此字元集支援共256個字元，前面128個字元與ASCII字元集相同，並額外包含了數學符號、附加符號、以及更多的標點符號。
Mac OS Roman支援英文、以及西羅曼語支的語言。Mac OS Roman是原本使用在System 1的麥金塔字元集的超集。
網際網路號碼分配局用字串「macintosh」來代表Mac OS Roman字元集。此字元集的MIME內容類型為text/pain; charset=macintosh。
Mac OS Roman又被稱作「MacRoman」或是「Apple Standard Roman character set」。
Mac OS Roman在Microsoft Windows上對應到的代碼頁是「10000」。IBM則是以code page/CCSID 1275來表示這個字元集。
在麥金塔電腦上，會因為特定字元包含在ISO 8859-1 字元集內，卻不包含在Mac OS Roman字元集內而使瀏覽網頁或編輯網頁時出現問題。